# 呼罗珊省

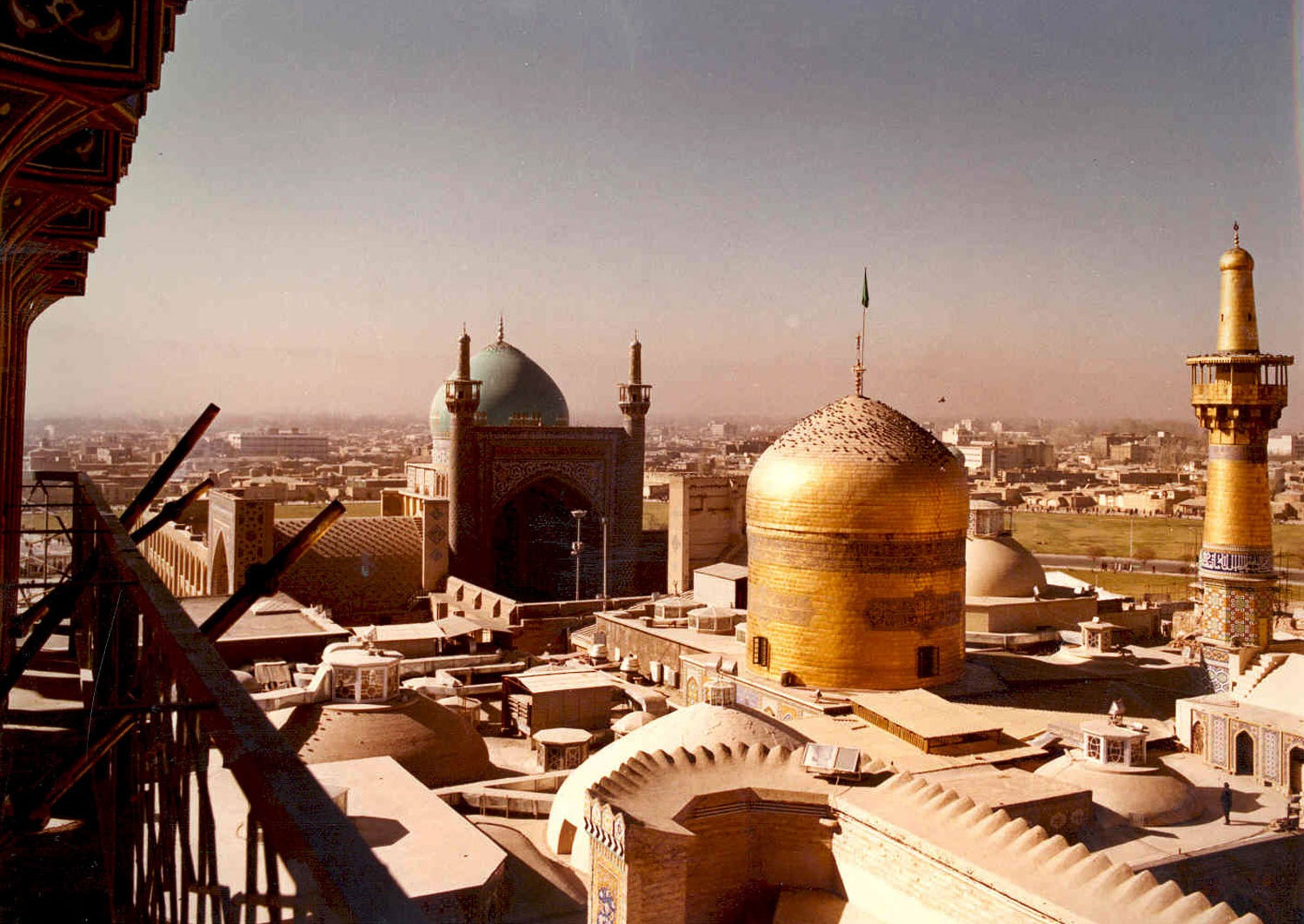
位於馬什哈德的伊瑪目里達聖陵和果哈薩德清真寺的圓頂（攝於1976年），馬什哈德是座前呼羅珊省的主要城市，現在是禮薩呼羅珊省的省會。

呼罗珊省（波斯語： [xoɾɒːˈsɒːn] ⓘ），在希臘化時代和安息帝國時代也被稱為Traxiane，是伊朗東北部的一個省，但歷史上所指是更大的地區，包含阿契美尼德王朝的東部和東北部。 Khorāsān這個名字是波斯語，意思是“太陽升起的地方”。名稱最早是由薩珊王朝為帝國東部行省所取，然後從中世紀晚期開始使用，以與鄰近的河中地區有所區別。
這個省的居民主要是信奉伊斯蘭教中的什葉派，地理上大致涵蓋歷史悠久的大呼羅珊的西部。伊朗呼羅珊省的現代疆界是在19世紀末正式確定，這個省於公元2004年再被分為三個獨立的行政區（省）
中國明朝的《回回館譯語》中称此地為虎剌桑。

## 歷史
呼羅珊（Khorāsān）這個名稱（文字意思：“日出”；“東方的”；或“初升太陽的土地”）最初是在薩珊王朝時期賦予波斯東部省份。現代伊朗的呼羅珊省大致是歷史上的大呼羅珊的西半部，大呼羅珊地區包括今天在伊朗、阿富汗、塔吉克斯坦、土庫曼斯坦、和烏茲別克斯坦地區。此地区历史悠久，曾经受过希腊人、阿拉伯人、塞尔柱突厥人、阿富汗人等民族的统治。波斯的一些主要歷史名城都位於古時的呼羅珊：如內沙布爾和圖斯（屬現代伊朗）、梅爾夫和珊鎮（屬現代土庫曼斯坦）、撒馬爾罕和布哈拉（屬現代烏茲別克斯坦）、赫拉特和巴爾赫（屬現代阿富汗）、以及 苦盞和彭吉肯特（屬現代塔吉克斯坦）。這個名字也從中世紀晚期開始使用，尤其是在後蒙古（察合台汗國和帖木兒帝國時代），用來與鄰近的河中地區有所區分。現代伊朗呼羅珊省的疆界是在19世紀後期決定並正式實施。
公元1968年8月和1978年9月，當地發生兩次大地震，分別造成12,000和25,000居民死亡。 1997年5月10日則發生第三次大地震（1997年加延地震），造成1,567人死亡，2,300人受傷，和50,000人無家可歸。

## 呼羅珊省現代劃分
呼罗珊省曾经是伊朗最大的一个省份，在2004年9月被分成三个省：
- 北呼罗珊省，省會：博季努爾德市。
- 南呼罗珊省，省會：比爾詹德。
- 禮薩呼羅珊省，省會：馬什哈德。

呼羅珊省的某些地區已被併入別省
- 一些南部地區併入錫斯坦-俾路支斯坦省
- 一些西部地區併入亞茲德省

## 人口資料
這個地區的主要種族是波斯人，少數民族有庫爾德人、呼羅珊突厥人、哈扎拉人、和土庫曼人。該地區大多數人所說的各種方言都和波斯語有緊密關係。最大的定居點和耕作地區集中在西北部的馬什哈德，另有古昌、希爾凡、和博季努爾德市等重要城鎮。